# Centre hospitalier universitaire Grenoble-Alpes
Le Centre Hospitalier Universitaire Grenoble Alpes (CHU Grenoble Alpes) est un centre hospitalier universitaire français, situé dans le département de l’Isère, en région Auvergne-Rhône-Alpes. Comportant quatre établissements principaux, dans l’agglomération grenobloise — deux au nord (Michallon et l'HCE) à La Tronche, l’autre au sud à Échirolles — et à Voiron, ayant une capacité totale de plus de deux mille lits, il est le principal établissement hospitalier du département de l'Isère. Installé pour sa partie grenobloise au centre du campus santé, le CHU Grenoble Alpes reçoit tous les appels de l'ensemble des communes iséroises passés au 15, numéro téléphonique du Service d'aide médicale urgente via son centre de réception et de régulation des appels. Depuis 2011, il est également chargé du numéro national pour les appels d’urgence, le 114, destiné aux personnes sourdes et malentendantes.
Avec un budget d’exploitation de près de 700 millions d'euros en 2015, le CHU Grenoble Alpes emploie un total de 8 541 équivalents-temps-plein (dont 2 241 en personnel médical) ce qui en fait le plus gros employeur de l'agglomération grenobloise devant les entreprises STMicroelectronics et Schneider Electric.
En 2016, le magazine Le Point lui attribue la septième place nationale dans son classement des établissements hospitaliers.
En 2019, il devient le premier centre hospitalier universitaire français à être certifié de niveau A dans sa globalité et en première intention par la Haute Autorité de santé,.
En 2024, le magazine Le Point lui attribue la onzième place nationale dans son classement des 50 meilleurs hôpitaux de France.

## Histoire des hôpitaux de Grenoble
Le premier « hôpital » de Grenoble, dont l'histoire nous fait part, est une aumônerie dépendant du chapitre Notre-Dame. Personne ne sait vraiment à quelle époque cette maison de l'aumône fut construite, ni quel rôle elle exerçait, mais son emplacement est bien décrit par Hugues de Grenoble (1053 - 1132) dans son « cartulaire de l'église de Grenoble », celle-ci était vraisemblablement située près de l'actuelle place Grenette en dehors de la « porte Traine ».
Au cours du XIe siècle, Grenoble vit la naissance d'une nouvelle aumônerie sous l'impulsion de l'évêque Hugues de Grenoble créant ainsi la maison de l'Aumône de Saint-Hugues également appelée Hôpital de la Madeleine. Hugues de Grenoble prévit en effet dans la réorganisation de sa ville épiscopale la création de ce nouvel établissement en dehors de la ligne de rempart sur les berges de l'Isère sur la place des Cordeliers, disparue de nos jours mais qui se situait approximativement près de l'actuelle place de Lavalette.
Au cours des siècles suivants et jusqu'au XVe siècle, de nombreux hôpitaux voient le jour afin d'accueillir les indigents et les pèlerins. C'est ainsi que naquit l'hôpital Saint-Antoine, vraisemblablement créé par l'ordre hospitalier des Antonins et cédé au XIVe siècle à l'administration municipale. Puis l'hôpital Saint-Jacques fut érigé au XIVe siècle par un riche financier d'origine florentine nommé Jacques de Die surnommé Lappol. Cependant, parmi tous ces établissements qui furent construits, l'hôpital Notre-Dame, bâti en 1422 par l'évêque Aymon Ier de Chissé prend une place prédominante à partir du XVIe siècle et les trois établissements cités précédemment se réunirent à ce dernier.
Au cours du XVe siècle fut fondé l'hôpital Saint-Sébastien et Saint-Roch (aussi appelé hôpital de l'Ile) par Grâce d'Archelles, un ancien serviteur de Louis XI. La vocation de cet établissement était d'accueillir les pestiférés et il servit jusqu'en 1643, date de la dernière épidémie de peste à Grenoble. Puis au XVIe siècle, la rectorerie de cet hôpital s'unit et finalement se fondit à celle de l'hôpital Notre-Dame rejoignant ainsi les hôpitaux réunis. Ainsi se produisit à Grenoble comme ailleurs un fait bien connu dans l'histoire de la charité, celui de la concentration des hôpitaux et de leurs donations.
Au début du XVIIe siècle, la décision fut prise de construire un nouveau grand hôpital Notre-Dame en dehors des remparts de la ville par le maréchal Créqui. Afin de réunir les fonds nécessaires à la construction de ce nouvel établissement, tous les anciens hôpitaux à l'exception de l'hôpital Saint-Antoine durent être vendus. Dans les années 1670, l'achèvement des bâtiments du « grand hôpital » et de sa réorganisation sous la direction des religieux de la Charité rendit inutile le modeste hôpital Saint-Antoine qui fut vendu à l'abbé Lestellet. Le XVIIe siècle marque aussi les prémices de la médicalisation de l'hôpital, mais les médecins étant trop peu nombreux pour soigner les pauvres, ils continuèrent à faire appel aux Frères de la Charité aidés par les sœurs de Sainte-Marthe. En 1699, l'hôpital Notre-Dame fut institué Hôpital général et devint finalement un lieu d'enfermement des démunis au XVIIIe siècle.

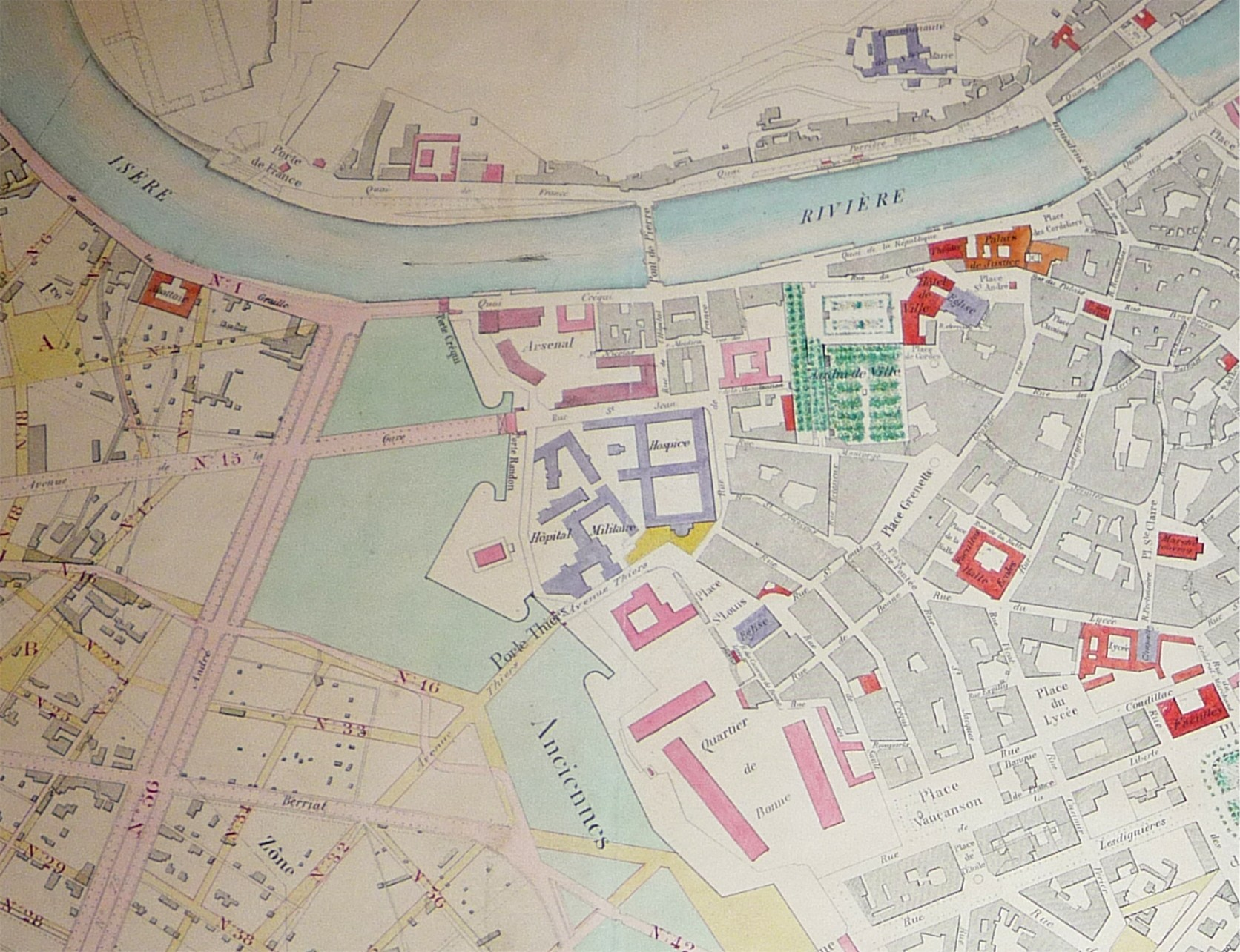
Site des hôpitaux en 1878: en violet au centre, les hôpitaux civil et militaire

L'hôpital de Grenoble et l'intendant du Dauphiné, Christophe Pajot de Marcheval, vont cependant jouer un rôle essentiel dans l'ouverture en 1771 d'une petite école de chirurgie, nécessaire à une ville de garnison comme Grenoble. Accueillie par les Pères de la charité, l'école va enseigner la médecine, la chirurgie, l'anatomie, la pharmacie pratique et la botanique dans un cursus de trois années, qui passera ensuite à quatre ans. Parmi les premiers élèves boursiers, figure un étudiant de vingt-sept ans, marié et admis par dérogation malgré son âge, Dominique Villars.
Durant la période révolutionnaire, la conjoncture de l'établissement est loin d'être étincelante. En 1858, la démolition des bâtiments est jugée nécessaire et sera suivie de la construction des deux belles façades au niveau de l'avenue de la gare (devenue l'avenue Félix-Viallet en 1910) et de la rue de France (devenue rue de Belgrade) dont l'achèvement eut lieu en 1864. Cet hôpital restera encore jusqu'en 1913 un lieu d'accueil pour la population nécessiteuse. À la même époque, la municipalité d'Auguste Gaché lance en 1894 la construction d'un nouveau bâtiment pour l’École préparatoire de médecine et de pharmacie. L'édifice est inauguré en août 1896 dans la rue Lesdiguières par son successeur Félix Poulat, et le directeur de l'école est le docteur Arthur Bordier.

## Établissements
Le CHU Grenoble Alpes est implanté sur deux sites principaux dans la région de Grenoble et un troisième dans le Voironnais : l’un de trouve au nord de l'agglomération à La Tronche, le deuxième au sud à Échirolles, et le troisième à Voiron. En plus de ces implantations, se trouve un autre site, à vocation logistique et pharmaceutique, de 8 000 m2 à Domène.

### L'hôpital Nord

#### L'hôpital de La Tronche

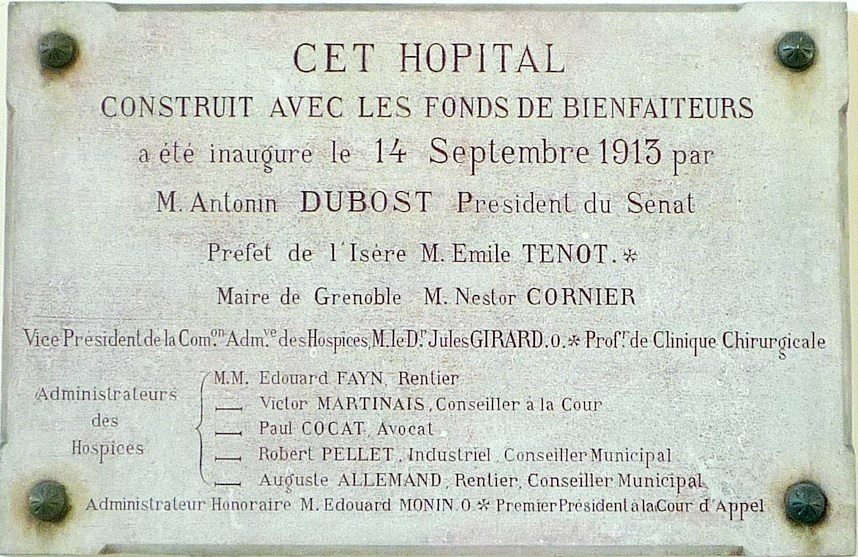
Plaque de l'inauguration de 1913.

Il se situe avenue du Maquis-du-Grésivaudan sur la commune éponyme de La Tronche et regroupe tous les bâtiments situés à La Tronche hormis l'hôpital Michallon. C'est grâce à l'ouverture du Pont de l'Île-Verte en 1899 que le transfert de l'hôpital devient possible à La Tronche. Les bâtiments ont été inaugurés le 14 septembre 1913 par le maire Nestor Cornier, en présence du président du Sénat Antonin Dubost. Douze ans plus tard, l'établissement sera visité le 3 août 1925 par le président Gaston Doumergue à l'occasion de sa visite de l'exposition internationale de la houille blanche.
L'année 1947 marque l'avènement des transports routiers avec la fin de la desserte de l'hôpital par la ligne de tramway Grenoble - Chapareillan en service depuis son ouverture.
En 1962, grâce à l'action du docteur Jean Roget, l'École de médecine devient la Faculté mixte de médecine et de pharmacie de Grenoble et s'installe logiquement en 1967 à La Tronche près des hôpitaux civil et militaire dans le vaste domaine de la Merci. Cette création donne un nouveau statut au centre hospitalier régional de Grenoble qui devient centre hospitalier universitaire. La bibliothèque de la Faculté de médecine ouvrira ses portes le 1er février 1968 dans ce campus santé qui verra s'édifier par la suite trois autres immeubles. Depuis novembre 1990, la ligne B du tramway en provenance du quartier de l'Île-Verte traverse le site avant de rejoindre le domaine universitaire.
Ce site du CHU comprend notamment l'« Hôpital Couple Enfant » (HCE) dont la première tranche des travaux est livrée en octobre 2008. Ces nouveaux bâtiments furent dessinés par les architectes Aymeric Zublena et Bernard Cabannes et regroupent sur quatre étages toutes les activités de gynécologie-obstétrique et de néonatalogie classant ainsi cet établissement au rang des maternités de niveau 3.

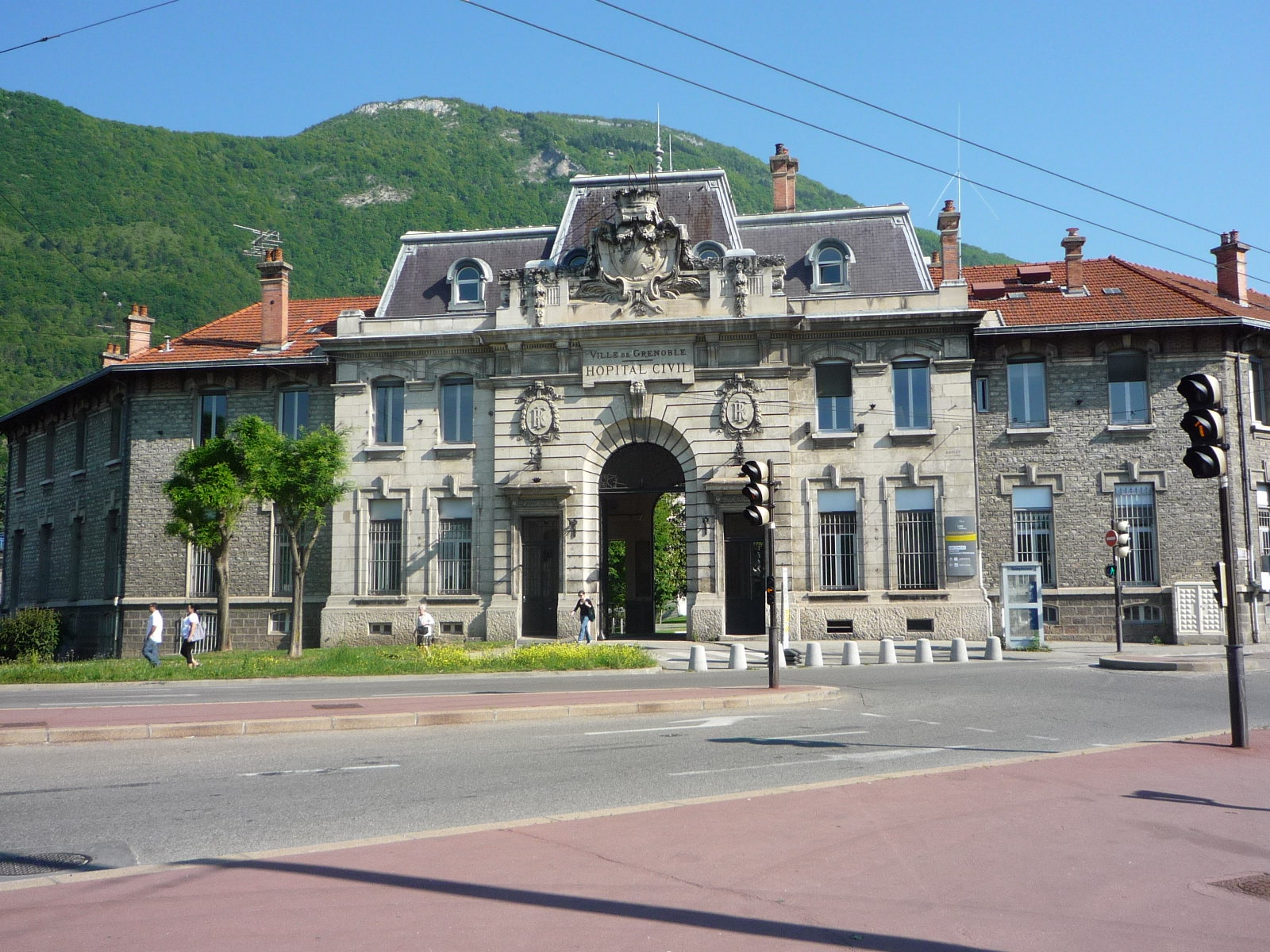
Hôpital de La Tronche en 2010.

En plus de ces services s'ajoutent les activités de médecine de la reproduction, ainsi que la rééducation pédiatrique et le centre d'interruption volontaire de grossesse. La deuxième tranche des travaux s'est terminée en juillet 2011 permettant d'accueillir sur le site l'ensemble des unités pédiatriques, y compris les urgences médico-chirurgicales et la réanimation pédiatrique.
Cette structure de 250 lits emploie près de 650 personnes, assure 2 000 accouchements et 22 000 passages/an dans les services d'urgences pédiatriques et médico-chirurgicales.
En plus de l'HCE, le site nord de La Tronche regroupe de nombreux pavillons : neurologie, psychiatrie, diabétologie... En janvier 2016, l'unité de psychiatrie de l'enfant est inaugurée dans son nouvel édifice situé à l'Hôpital Couple Enfant.

#### L'hôpital Albert Michallon
Origine des patients hospitalisés en 2015 au CHU Grenoble Alpes
- Isère hors métro (41,8 %)
- métropole de Grenoble (40,5 %)
- Savoie (5,7 %)
- France hors Rhône-Alpes (4,1 %)
- Haute-Savoie (3,8 %)
- Drôme (2,3 %)
- Ain (0,6 %)
- Ardèche (0,5 %)
- Rhône (0.4) + Loire (0.2) (0,6 %)
- étranger (0,1 %)

Construit entre 1970 et 1975, cet hôpital général se situe boulevard de la Chantourne (La Tronche) et porte le nom d'un ancien maire de Grenoble. Il est le plus gros site du centre hospitalier universitaire Grenoble Alpes et représente à lui tout seul plus de la moitié des lits du CHU (1 076 lits, plus de 1 700 lits avec l'hôpital des spécialités constitué par la partie la plus haute du CHU qui possède un hall d'entrée séparé sur la façade côté autoroute, et au niveau 2). La capacité de la partie hôpital général du CHU (qui comporte en façade les trois "tours" des laboratoires) devrait prochainement augmenter grâce aux espaces libérés qui étaient occupés précédemment par les laboratoires de biologie (bactériologie, virologie, enzymologie…) et d’anatomie et cytologie pathologiques, qui sont maintenant regroupés au sein d'un nouveau bâtiment, l'Institut de biologie et de pathologie.
L'hôpital Albert Michallon regroupe la plupart des pôles cliniques (médecine et chirurgie) et médico-techniques. Il possède de plus la majorité des appareils d'imagerie médicale et le service d'accueil des urgences pour les adultes, les urgences pédiatriques se situant quant à elles à l'Hôpital Couple Enfant de La Tronche. C'est également sur ce site que se trouve la plus grande partie des services logistiques de tous les sites du CHU comme la nouvelle stérilisation centrale. Cette activité était auparavant répartie sur une dizaine de sites et ce nouvel équipement permet ainsi de rationaliser les moyens nécessaires à l'ensemble du processus de stérilisation et prend désormais en charge le traitement des dispositifs médicaux du centre hospitalier de La Mure et du centre hospitalier Alpes-Isère de Saint-Égrève.
L'hôpital Albert Michallon se veut être une vitrine des nouvelles technologies médicales du CHU Grenoble Alpes. Le 22 janvier 2009 a été inauguré un bloc opératoire numérique mettant à disposition immédiate de l'équipe chirurgicale tous les équipements nécessaires d'imagerie médicale numérique et en trois dimensions ainsi que l'intégration complète dans chaque salle d'opération d'un système de chirurgie assistée par ordinateur. La même année, l'hôpital a aussi fait l'acquisition d'un scanner multibarettes de nouvelle génération permettant notamment de réaliser des coupes plus fines, ainsi que d'un IRM 3 teslas et d'une caméra TEP-TDM de dernière génération.
Durant l'été 2010, l’Institut de biologie et de pathologie de 27 500 m2 est mis en service devant le CHU, permettant la centralisation de toutes les analyses sur une chaîne robotisée ayant une cadence de 400 tubes/heure. En octobre 2011, le CHU Grenoble Alpes passe le cap de sa 2000e greffe rénale depuis la première effectuée en 1969.
En décembre 2013, le CHU Grenoble Alpes réalise la première implantation en France d'un stimulateur cardiaque sans sonde. En matière de lutte contre le cancer, l'hôpital investit 12 millions d'euros en mars 2016 pour s'équiper de deux appareils de tomothérapie et devient en 2017 le cinquième centre français à utiliser la technique de « vaporisation » ou PIPAC dans la chimiothérapie, permettant d'utiliser des doses quatre à dix fois plus faibles.
En 2017, le CHU inaugure une nouvelle salle d'imagerie interventionnelle équipée d'une machine qui réalise des radios et un scanner en tournant à 360° autour du patient.
L'hôpital Albert Michallon possède également un important héliport, notamment mis à contribution lors des secours dans les massifs montagneux de haute altitude. Avec sa spécificité liée aux accidents en montagne, son service de déchoquage est l'un de ceux qui a la plus grosse activité en France avec environ un millier d'urgences par an. En 2014, ce service est particulièrement médiatisé au niveau international lorsqu'il reçoit durant six mois le champion de formule 1 Michael Schumacher victime d'un traumatisme crânien lors d'une descente en ski,.

En 2015, un plan de restructuration de 182 millions d'euros visant à restructurer le CHU à l'horizon 2020, prévoit la mise en service d'un nouveau bâtiment technique regroupant la réanimation chirurgicale et médicale, l’accueil des urgences adultes, l'Institut médico-légal ainsi qu'un héliport sur le toit de l'édifice. L'inauguration de ce plateau technique de 14 000 m2 se déroule le 12 novembre 2021 en présence des ministres Olivier Véran et Jacqueline Gourault, alors que l'installation des différents services s'échelonne durant tout le mois de novembre. Début décembre, l'héliport situé à 28 mètres de hauteur et comprenant quatre places dont une abritée, est opérationnel.

Images du bâtiment Albert Michalon du CHU Grenoble-Alpes
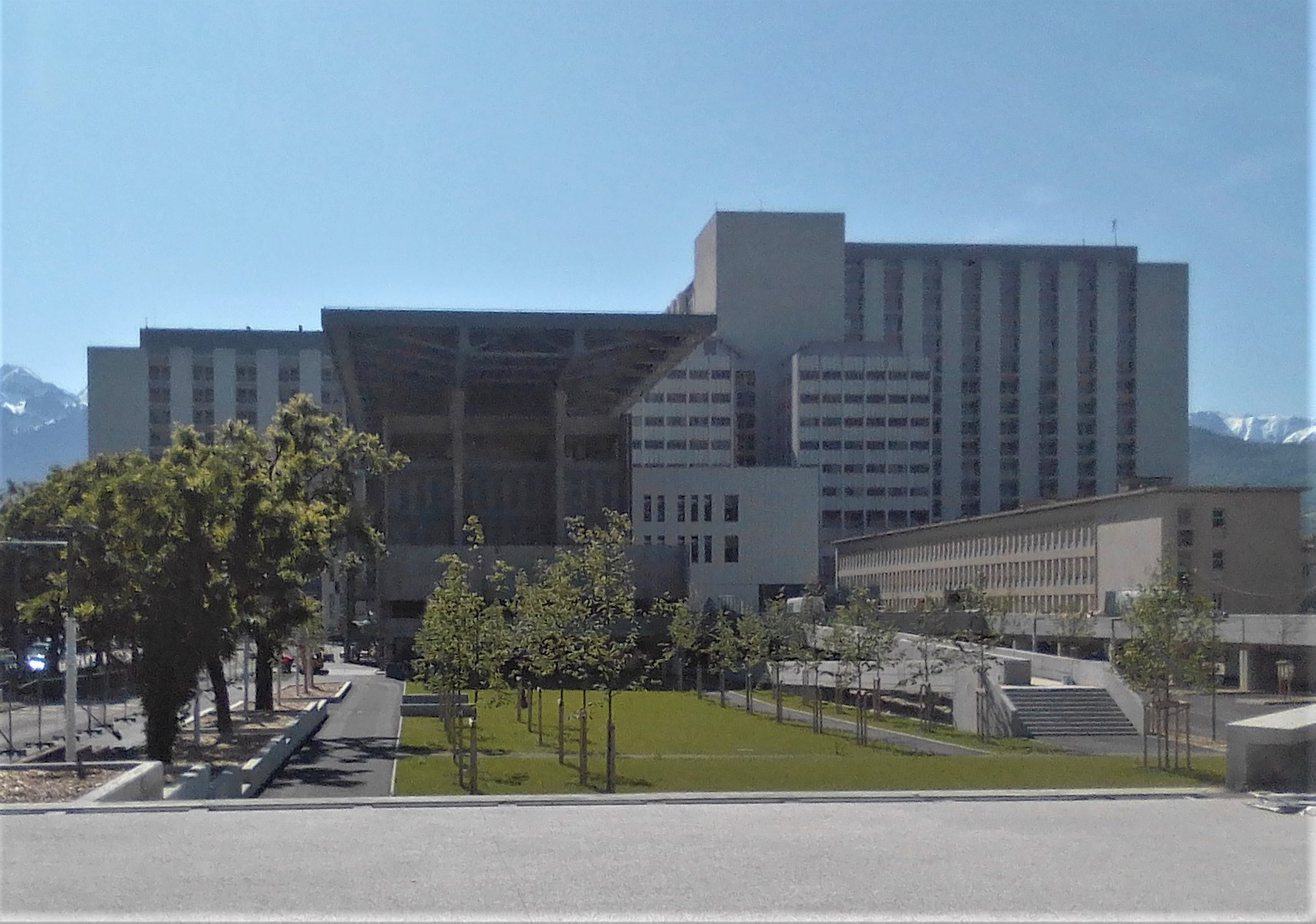
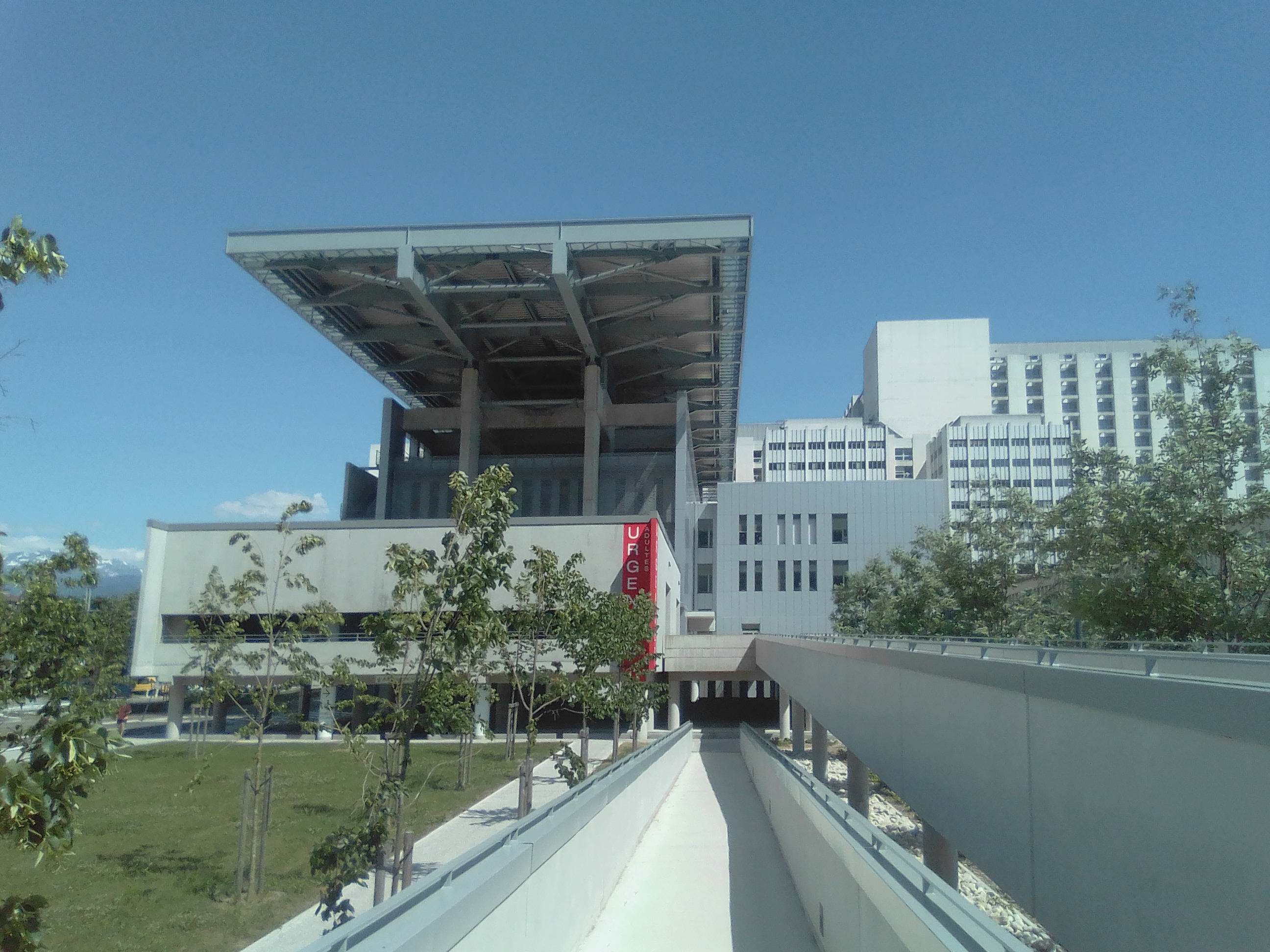
Le nouveau plateau technique et son héliport avec, en fond, le bâtiment Albert Michallon.
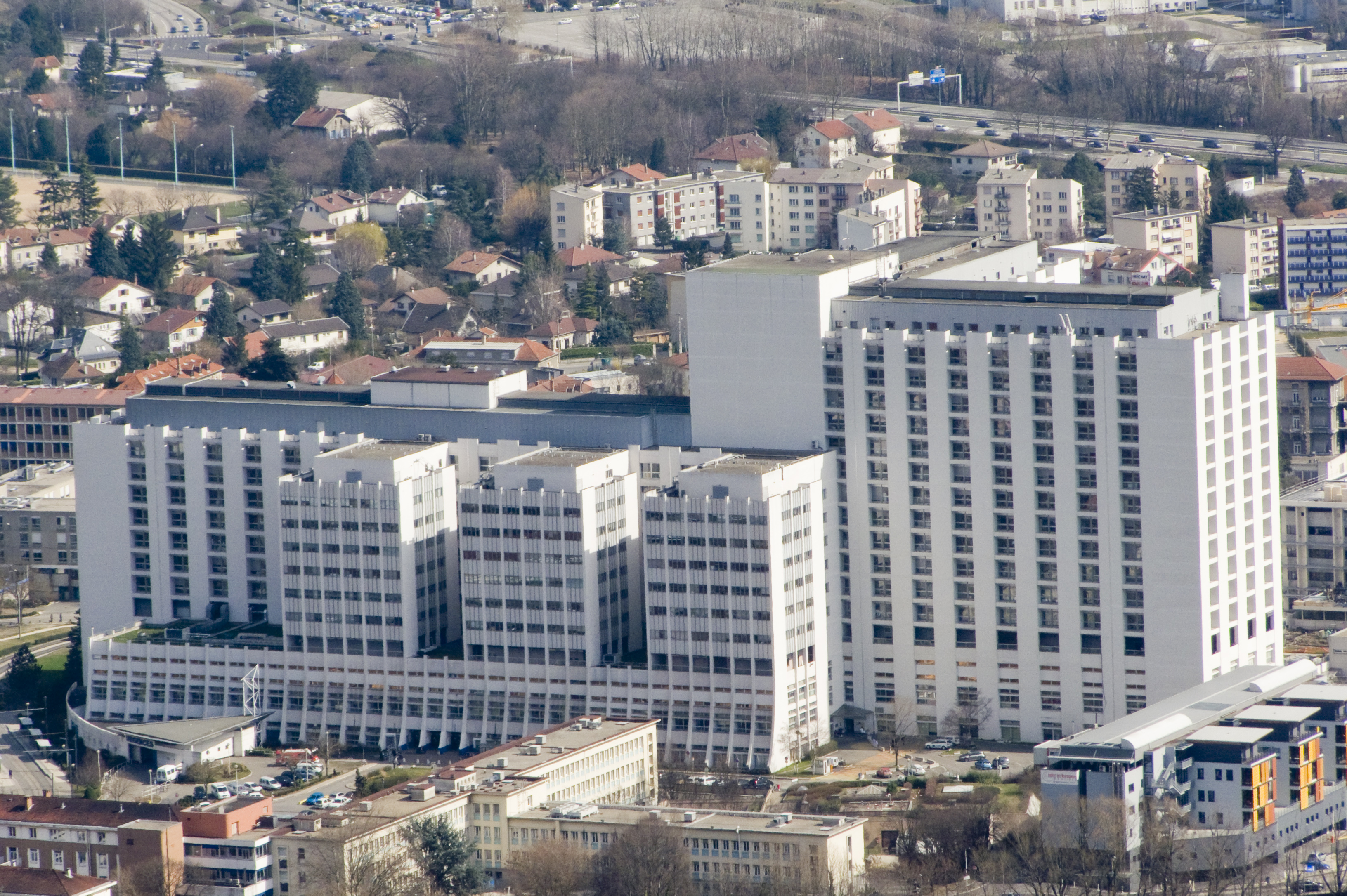
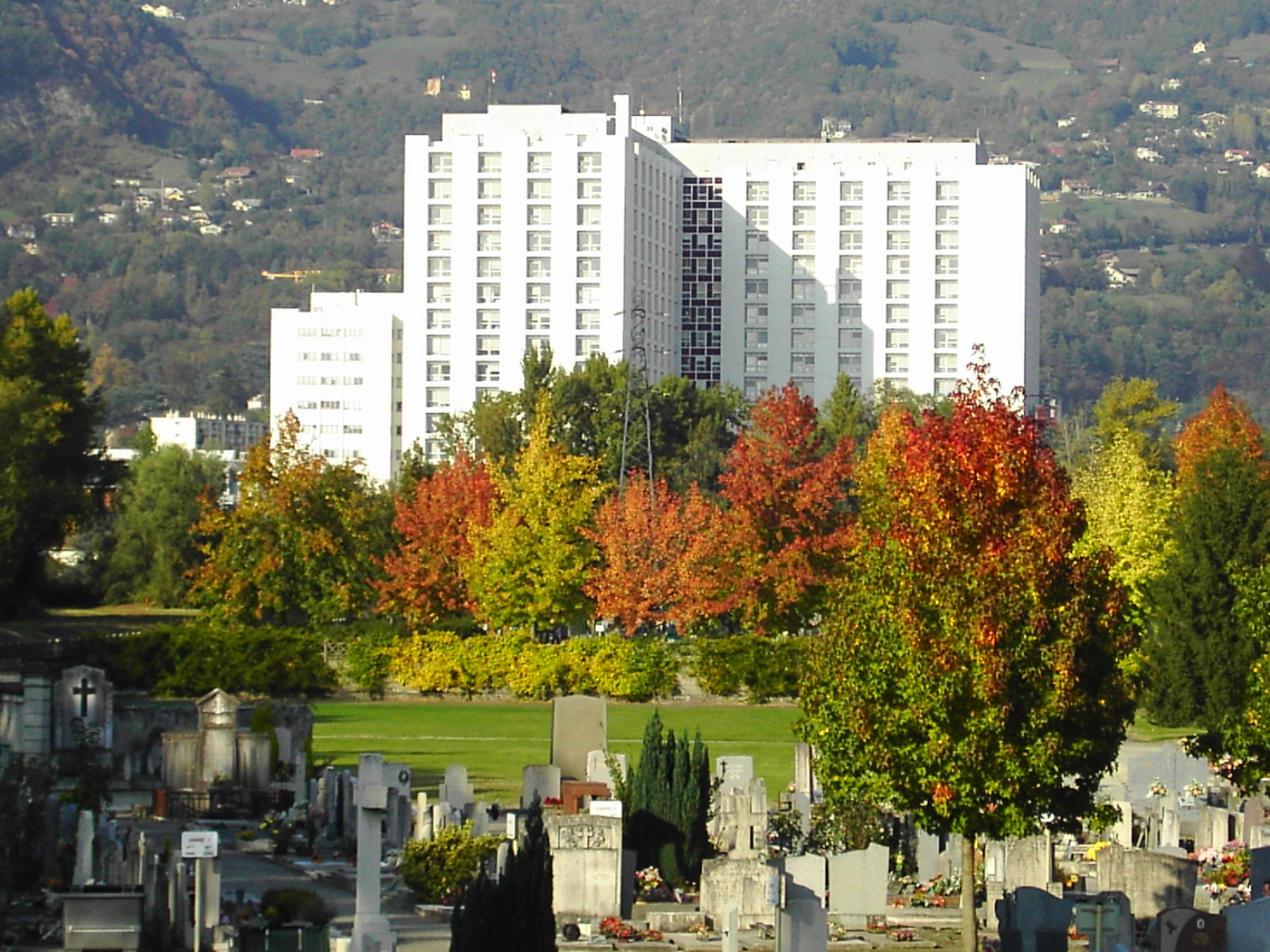
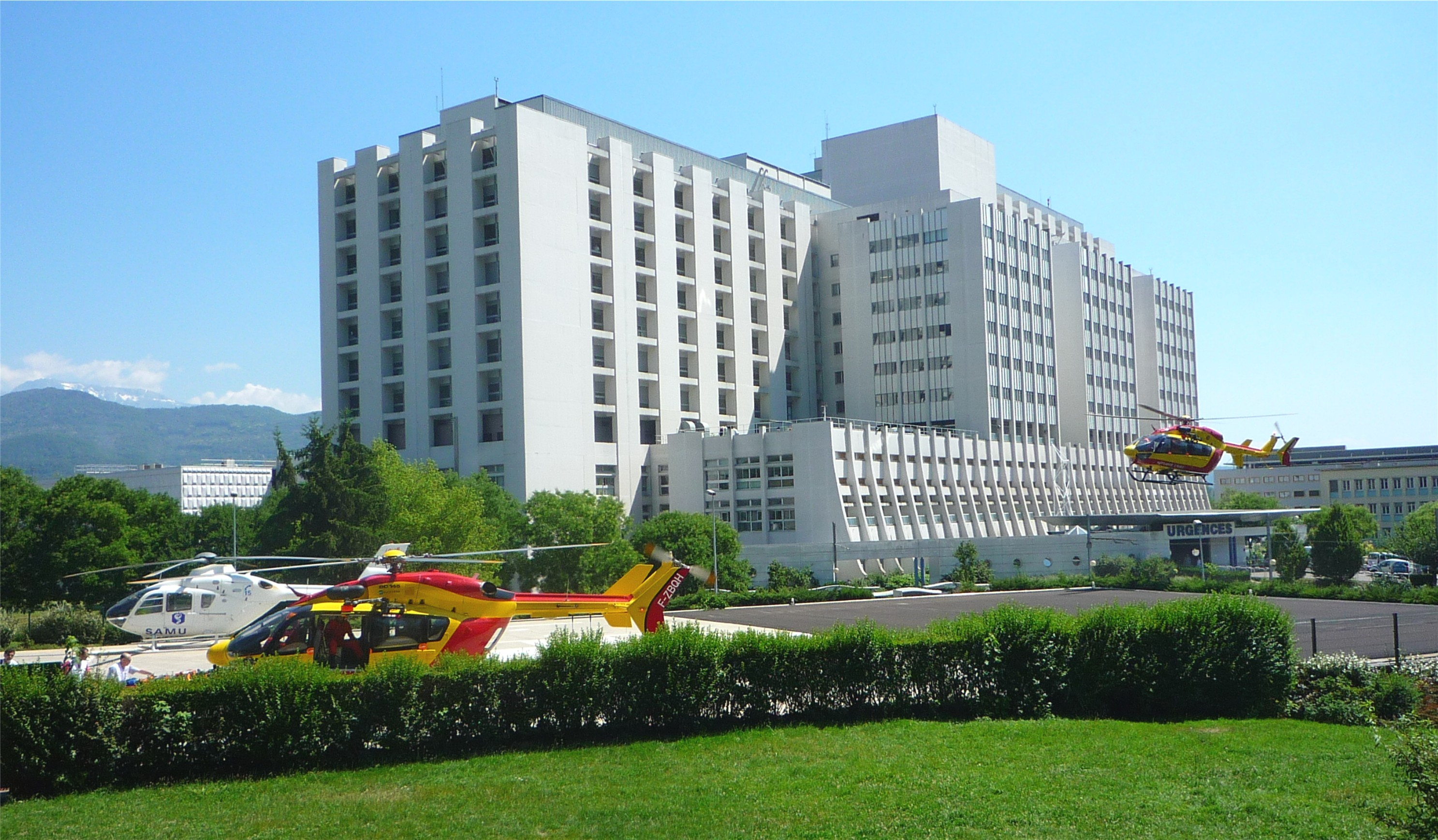
Ancien héliport du CHU de Grenoble avec ses EC135 et EC145.
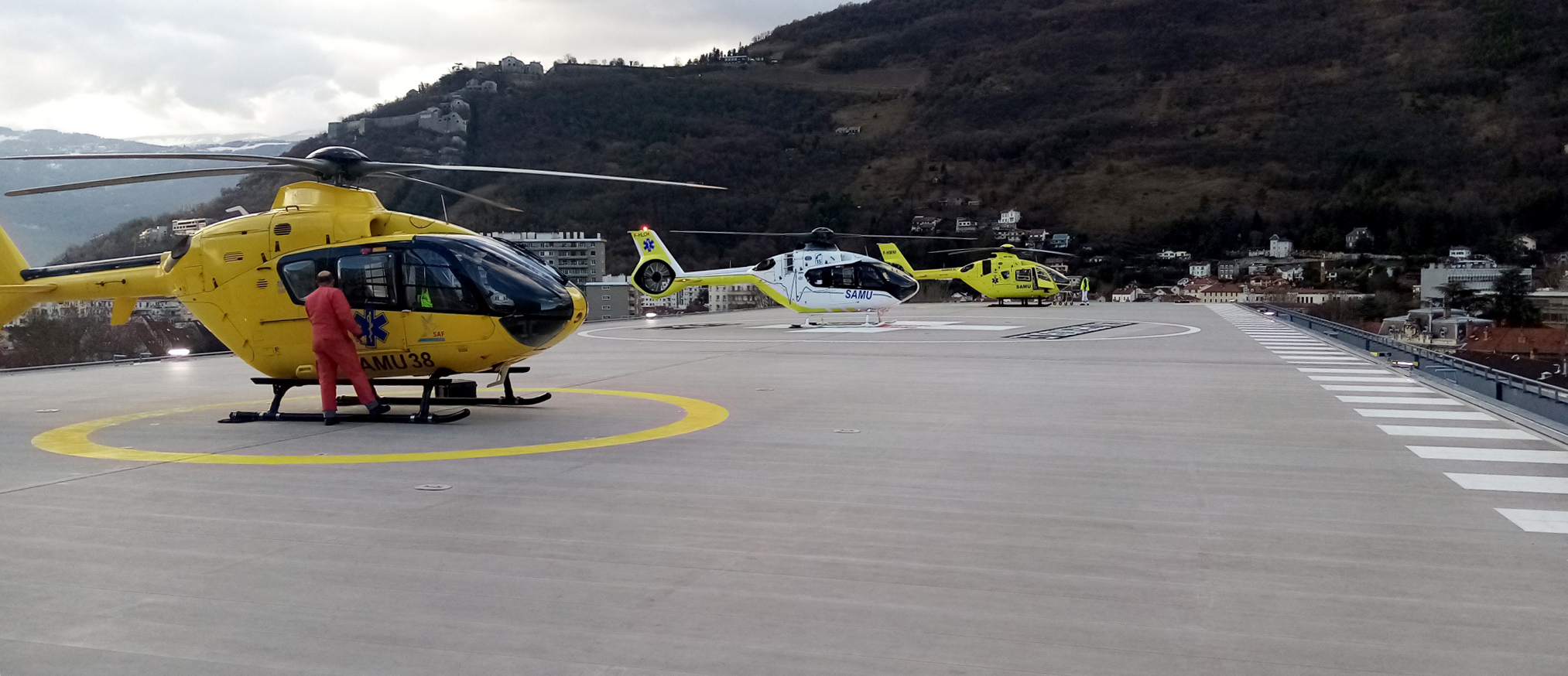
Le nouvel héliport sur le toit du plateau technique. En arrière plan le fort de la Bastille de Grenoble.

### L'hôpital Sud

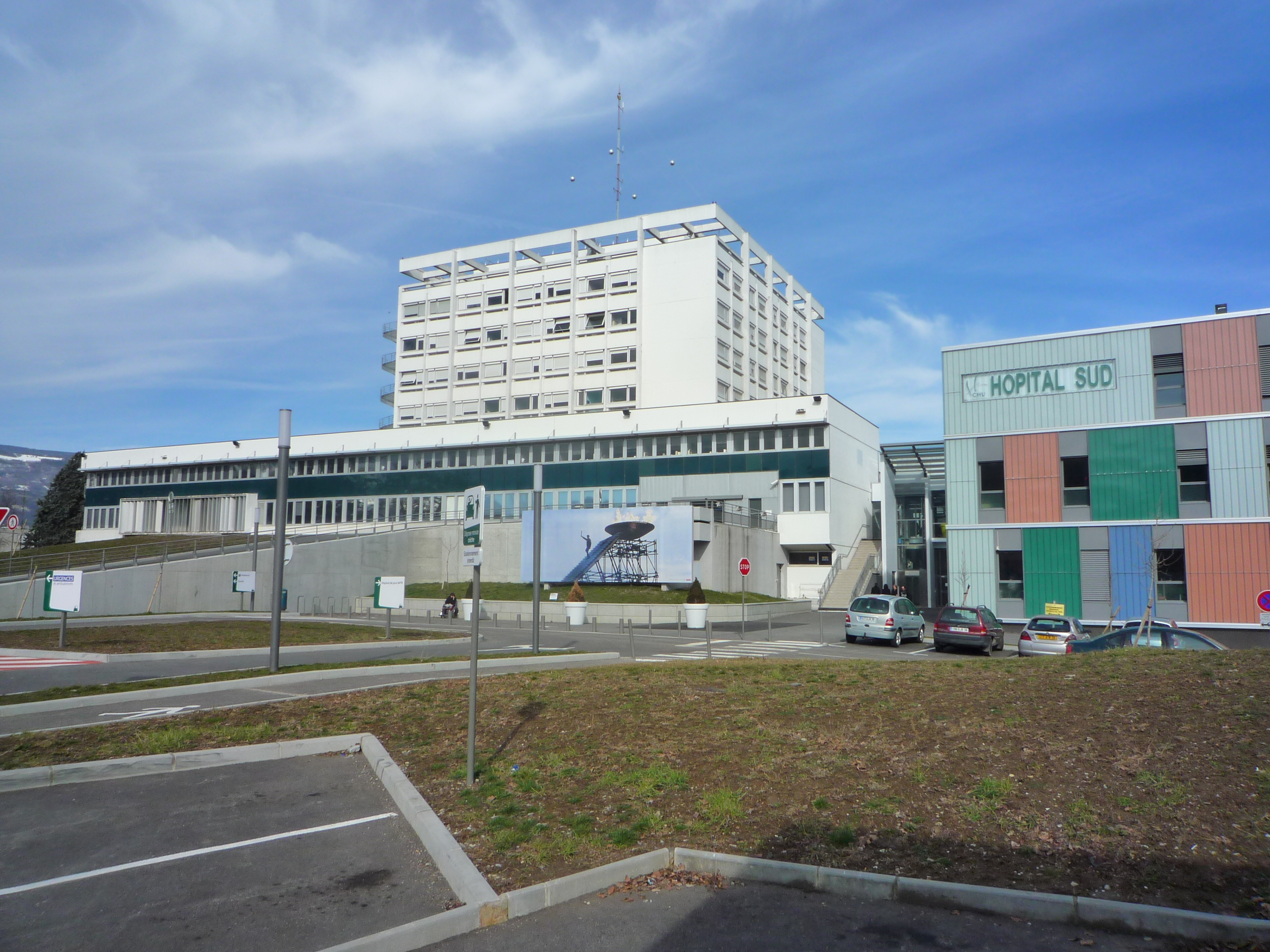
Hôpital Sud.

Inauguré le 6 janvier 1968, avenue de Kimberley sur la commune d'Échirolles à l'occasion des Jeux olympiques d'hiver de 1968, l'édification de l'hôpital Sud marqua le début du renouveau des hôpitaux de Grenoble et fut suivi quelques années plus tard par la construction de l'hôpital Albert Michallon. D'une capacité de 340 lits, il comprend en son sein des unités de gériatrie regroupées sous le nom de « Centre de gérontologique Sud » (CGS).
Mais cet hôpital est surtout spécialisé dans les pathologies de l'appareil locomoteur (orthopédie, traumatologie, rhumatologie) et il est désormais un centre de référence dans la médecine du sport,. Le site sud possède d'ailleurs son propre service d'urgence en ortho-traumatologie du sport et un bloc opératoire en traumatologie permettant de soigner par arthroscopie ou par chirurgie conventionnelle les affections de l'épaule (ruptures de la coiffe des rotateurs, instabilités de l'épaule…), du pied et de la cheville (hallux valgus, laxités chroniques de la cheville, arthroses de la cheville et du pied…), de la hanche (coxarthrose, pose de prothèse…), du genou (avec la possibilité pour ce dernier de réaliser sur ce site des opérations assistées par ordinateur notamment dans la chirurgie intervenant sur les ligaments croisés antérieurs ou lors de la pose de prothèse du genou), etc.

#### L'institut de rééducation
L'institut de rééducation a rejoint le site de l'hôpital Sud avec de nouveaux bâtiments dessinés par l'architecte Patrick Triacca. Il a été inauguré le 25 juin 2009 en présence de Michel Destot, maire de Grenoble et de ce fait président du conseil d'administration du CHU, de Jean-Louis Bonnet, directeur de l’Agence régionale de l’hospitalisation (ARH) Rhône-Alpes, de Renzo Sulli, maire d'Échirolles, etc.
Ce nouvel établissement prend la suite du Centre médico-chirurgical (CMC) « Les Petites Roches », rattaché au CHU Grenoble Alpes depuis le 1er janvier 2003 et qui se situait à Saint-Hilaire-du-Touvet à partir de 1933. Le site de Saint-Hilaire-du-Touvet a été abandonné dans un souci de sécurité, car les établissements étaient sous la menace d'un risque d'avalanche et de chute de rochers, mais aussi parce qu’ils étaient difficilement accessibles puisque distants de près de 25 km de Grenoble par une route de montagne.
L'institut de rééducation est un établissement de 179 lits intégré à l'hôpital sud et emploie 200 personnes. Il se compose de nombreux services de réadaptation parmi lesquels nous pouvons citer les services de médecine physique et de réadaptation (MPR) en neurologie, en ortho-traumatologie et en vasculaire ainsi que le service de Soins de Suite et Réadaptation (SSR) en Cardiologie.

### Le site de Voiron

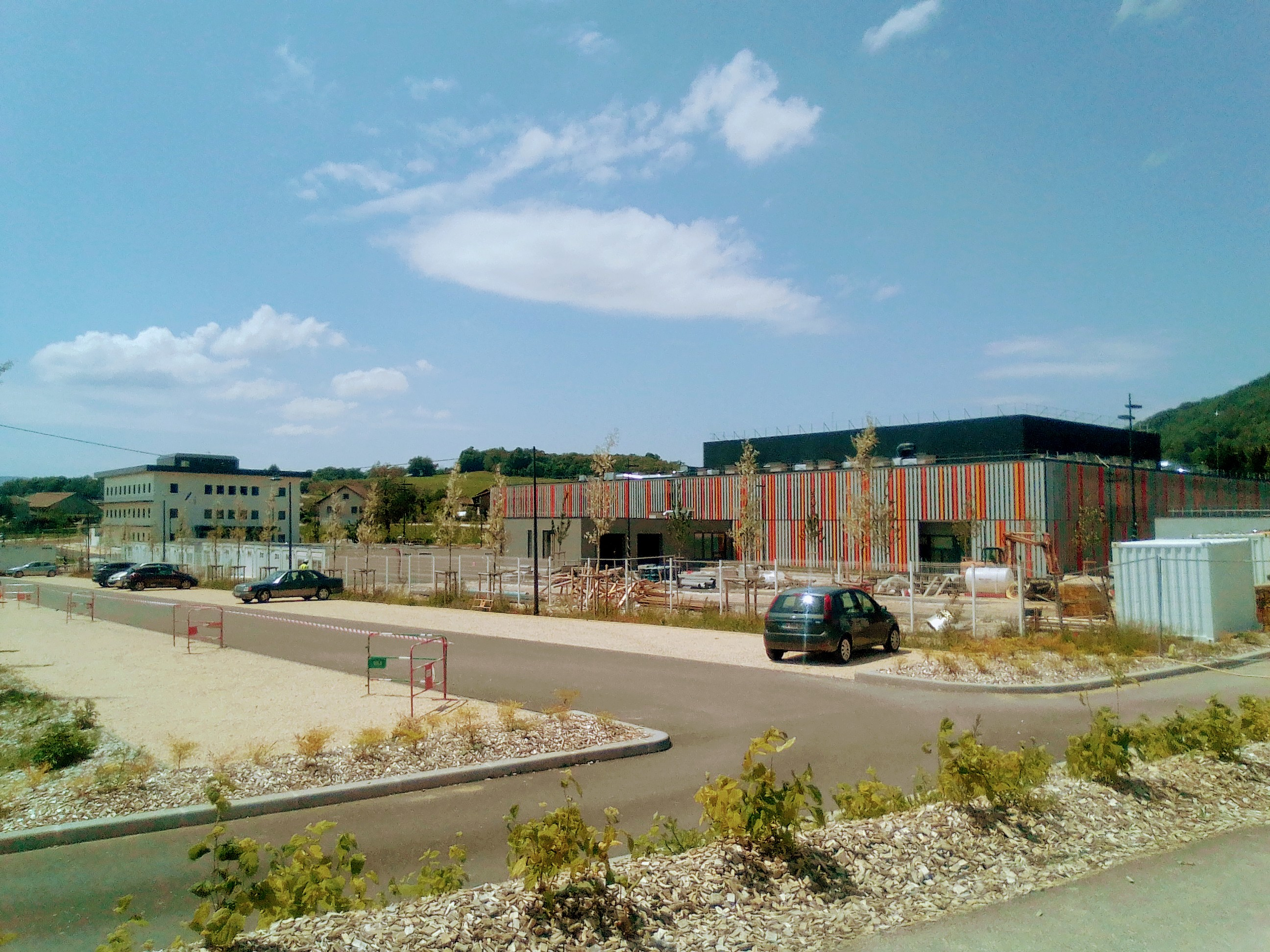
Nouvel hôpital de Voiron (en travaux) en juin 2021.

L'hôpital de Voiron est situé à 25 km de Grenoble. Installé dans de nouveaux locaux depuis l'été 2021, il conserve ses 229 lits et comprend un service d'accueil d'urgence, des services de médecine, chirurgie, maternité et pédiatrie. Il accueille également à Coublevie un centre d'hébergement pour personnes âgées.

## Les écoles du CHU Grenoble Alpes
Le CHU Grenoble Alpes gère neuf instituts de formation situés sur deux sites différents.

### Campus universitaire à Saint Martin d'Hères
L'Institut de Formation des Professionnels de Santé (IFPS) accueille les trois premières années des études de médecine et de pharmacie, de sage-femme et six autres formations paramédicales de niveau licence ou master : cadres de santé, infirmiers, infirmiers anesthésistes, kinésithérapeutes, manipulateurs radio et puéricultrices.

### Rue des écoles, au CHU, à La Tronche
L'Institut de Formation d'Ambulanciers (IFA) : assure les formations d'ambulancier et d'auxiliaire ambulancier. L'Institut de Formation d'Aides-Soignants (IFAS) s'occupe de la formation en 11 mois des futurs aides-soignants reçus au concours d'entrée, le CHU proposant une préparation à ce concours ; l'Institut de Formation d'Auxiliaire de Puériculture (IFAP) forme en 11 mois les futurs auxiliaires de puériculture. Cet institut dispense également des passerelles pour les aides-soignants ainsi que des modules de 70 heures pour la validation des acquis de l'expérience.

## Partenariats: enseignement et recherche

### Enseignement
À Grenoble, le centre hospitalier universitaire est un établissement public de santé, qui a passé une convention avec les unités de formation et de recherche (UFR) de médecine et de pharmacie de l'université Grenoble-Alpes installées depuis 1967 dans le domaine de la Merci à La Tronche (Facultés de médecine et de pharmacie de l'université Grenoble-Alpes). Ainsi, le CHU comporte dans son personnel des externes et des internes des hôpitaux c'est-à-dire des médecins et des pharmaciens en cours de formation à l'Université mais rémunérés par le CHU.

### Échanges internationaux
Les relations internationales du CHU Grenoble Alpes s'appuient notamment sur les nombreux accords de jumelage de la ville de Grenoble. Ainsi, l'hôpital a développé de nombreux rapports avec différentes villes étrangères. Par exemple avec le CHU de la ville de Sfax en Tunisie les relations et les échanges notamment dans le domaine de la chirurgie cardiaque ont considérablement augmentés ces dernières années. Une connexion informatique fut mise en place avec l'hôpital de Suzhou en Chine permettant ainsi l'échange d'images IRM. Une convention fut signée avec l'hôpital de Kaunas (Lituanie) pour accueillir des praticiens et des cadres de santé lituaniens. Le CHU de Ouagadougou a ainsi pu envoyer des internes en cardiologie, en médecine nucléaire… sur le CHU Grenoble Alpes grâce à ces conventions. Le centre hospitalier possède des partenariats avec de nombreux autres hôpitaux dans le monde : Dakar (Sénégal), Irkoutsk (Russie), Mitrovica (Kosovo), Québec (Canada), Saïgon (Viêt Nam), Tlemcen (Algérie)… permettant ainsi de mettre en place des échanges de personnels, de connaissances et de savoir-faire.

### Recherche
Le campus santé de Grenoble centré sur le CHU, situé sur le domaine de la Merci est l'un des trois sites majeurs métropolitains pour l'enseignement supérieur et la recherche, avec le domaine universitaire et le polygone scientifique à Grenoble.
Clinatecsitué sur le polygone scientifique de Grenoble, l'établissement est un lieu de création de dispositifs biomédicaux implantés dans le cerveau de patients tétraplégiques. Ce centre disposant de six chambres recherche également des moyens de lutter contre le cancer à l'aide de nanomatériaux.
L'Institut pour l'avancée des biosciences (IAB)établissement créé en 1997 sous le nom d'Institut Albert-Bonniot qui se situe sur le site de l'hôpital nord à La Tronche. Il est issu à l'époque de l'association de l'université Joseph-Fourier (UJF), du CHU Grenoble Alpes, de l'établissement français du sang (EFS) et du CNRS. Il est devenu en 2007 un centre de recherche de l'Inserm et regroupe environ 300 personnes qui travaillent principalement sur la compréhension des mécanismes d'oncogenèse et d'ontogenèse moléculaire permettant de mieux comprendre les processus de l’initiation et de la progression tumorale. Il est accompagné en 2007 de la pépinière Biopolis spécialisée dans les biotechnologies,.
Grenoble-Institut des neurosciences (G-IN)centre de recherche de l'Inserm inauguré en 2007 et installé sur la commune de La Tronche sur le site de l'hôpital nord. Tout comme l'IAB, il est issu d'un partenariat entre plusieurs acteurs, dont le CHU Grenoble Alpes, le CEA Grenoble, le Centre de Recherche du Service de Santé des Armées (CRSSA), le CNRS, et l'UJF. Au total, près de 200 personnes réparties en 10 équipes travaillent sur différents domaines de recherche en neurologie et principalement sur les maladies d'Alzheimer, de Parkinson, la schizophrénie, les maladies neurovasculaires et les cancers.
NanoBioAnimé par le CEA Grenoble et l'UJF, partenaire du CHU Grenoble Alpes, ce pôle installé sur trois sites a pour but de développer de nouveaux outils miniaturisés pour perfectionner l'analyse, le diagnostic et la thérapie de nombreuses maladies. Nanobio regroupe différents acteurs de la recherche (CNRS, Inserm) et se coordonne avec d'autres projets de la région comme Minatec et le Cancéropôle Lyon Auvergne-Rhône-Alpes (CLARA).
Depuis 2016, le CHUGA fait partie du projet Green (GREnoble Excellence in Neurodegeneration), l’un des sept « centres d'excellence » français dans le domaine des maladies neurodégénératives, et qui vise l’étude de quatre maladies : Alzheimer, Huntington, Parkinson et la sclérose en plaques,.

## Accès
Les différents sites du CHU Grenoble Alpes sont desservis par les Transports de l'agglomération grenobloise.
Le site de l'hôpital Nord de l'hôpital Michallon et de la faculté de Médecine et de Pharmacie :
- Ligne B et D du tramway de Grenoble, stations Hôpital Couple Enfant et Hôpital Michallon Grésivaudan.
- Ligne de bus 18, 41, 42
- Lignes Cars Région Isère (anciennement Transisère) T82 et T85

Le site de l'hôpital Sud et écoles hospitalières :
- Lignes de bus C3 et C7